# Stufa a gas

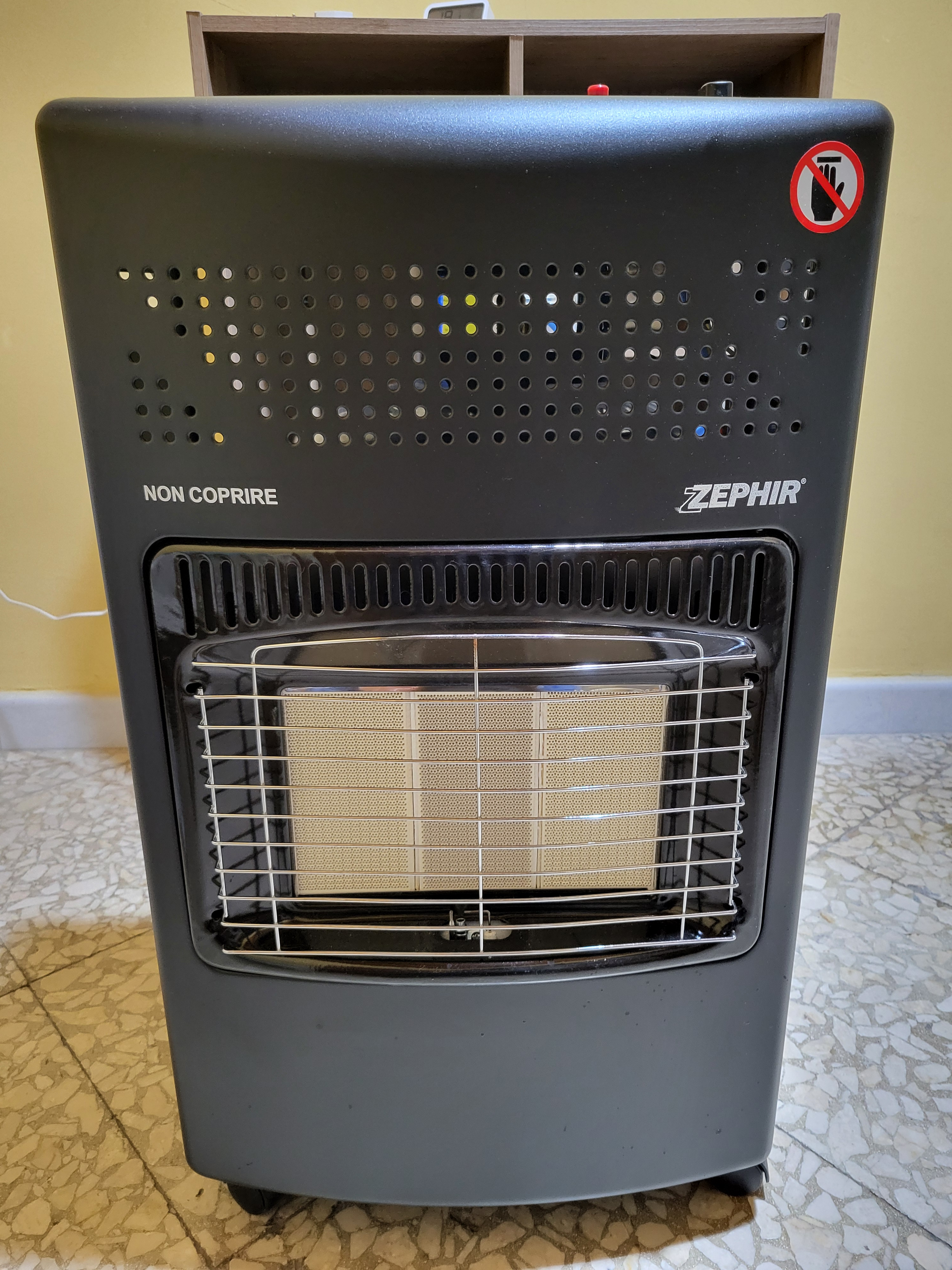
Una stufa a gas, ad infrarossi, di ultima generazione.

La stufa a gas è una stufa progettata per il riscaldamento di un ambiente interno, e funziona con una bombola di gas. Un modello particolare di stufa a gas è la stufa a metano, funzionante con il gas metano. Alcuni nuovi modelli sono dotati anche di un sistema di ventilazione, composto da una o più ventole, includendo anche una resistenza elettrica, in modo da accelerare il processo di riscaldamento nell'ambiente, altri generano il calore utilizzando gli infrarossi. Un altro tipo di stufa a gas è la stufa a colonna verticale, ideale per gli ambienti esterni.

## Versioni della stufa e funzionamento

### Versione tradizionale
La stufa eroga il calore mediante il gas; dietro alla stufa si trova il vano per la bombola del gas, che è collegata tramite un tubo di gomma a delle piastre di colore bianco. Quando la stufa è spenta, queste piastre sono di colore bianco, e diventano rosse quando la stufa è accesa, quindi quando quest'ultime vengono riscaldate dalla fiamma pilota.
Per accenderla, bisogna prima aprire la bombola del gas, successivamente bisogna girare la manopola rispetto a quante piastre si desidera accendere, ed infine premere il tasto dedicato, il quale genera una scintilla che permette l'accensione vera e propria della stufa.
Le piastre, di colore bianco, in pochi minuti cambiano tonalità di colore (da un viola scuro ad un rosso chiaro vivido), iniziando a riscaldare l'ambiente circostante.
Per spegnerla, basta chiudere la bombola del gas, privando di fatto la stufa della sua fonte di alimentazione, facendo spegnere la fiamma pilota.
Le piastre della stufa sono protetti da una griglia di protezione in metallo, per evitare ustioni mentre è accesa
Nuovi modelli di questa serie, generano il calore utilizzando gli infrarossi; Il funzionamento delle stufe a infrarossi si basa sull’irraggiamento, un sistema di trasferimento del calore simile a quella dei raggi solari.
Inoltre, invece di riscaldare l’aria, come fanno le stufe convenzionali, le stufe a infrarossi emettono radiazioni che vengono assorbite direttamente dagli oggetti e dalle persone nell’ambiente. Questo metodo di riscaldamento è noto per la sua capacità di fornire calore in modo più diretto ed efficiente.
Questo tipo di stufa ad infrarossi non necessita dell'alimentazione elettrica, in quanto è equipaggiata da un sistema di accensione piezoelettrico.

### Stufa a metano
Questo tipo di stufa funziona con il gas metano; si tratta di un sistema di riscaldamento ad alta efficienza, diventa ideale per scaldare le stanze in cui si trascorrono più ore.
Nuovi modelli sono dotati di un sistema di ventilazione, in modo da accelerare la circolazione dell'aria calda nell'ambiente. I modelli fissi a parete prelevano l'ossigeno di combustione dall'esterno senza immettere nei locali gas e fumi tossici; questi ultimi sono idonei anche per camere da letto e bagni. Se si utilizza la versione ventilata, questa necessita di alimentazione elettrica.
Oltre a quella da fissare alla parete, esiste anche la versione portatile.

### Stufa a gas ventilata
Una tecnologia avanzata è la stufa a gas ventilata. Il funzionamento è lo stesso di quella tradizionale, ma rispetto al modello precedente, questa è dotata di un sistema di ventilazione che diffonde il calore prodotto dal gas. È dotata di una o più ventole che soffiano l'aria verso il resistore, facendola venire fuori riscaldata. Il sistema di ventilazione con il resistore acceso, può essere usato in abbinamento con il gas, per potenziare l'effetto riscaldamento nell'ambiente, oppure può essere usato da solo in caso di esaurimento della bombola del gas.
Inoltre, in base alle preferenze, si può attivare solo il sistema di ventilazione, senza accendere la resistenza elettrica, in modo da far erogare solo l'aria calda prodotta dal gas, accelerandone la circolazione nell'ambiente.
Modelli più avanzati, anche in questo caso, generano il calore utilizzando gli infrarossi. Il sistema di ventilazione necessita di alimentazione elettrica.

## Vantaggi e svantaggi

### Vantaggi
La stufa a gas è più economica per via del risparmio energetico, poiché non richiede alimentazione elettrica, evitando così di gravare sull'impianto elettrico, soprattutto se ci sono diversi apparati elettrici in funzione; una stufa a gas, se impostata a piena potenza, è in grado di erogare un potere termico di 4,2 Kw e un consumo massimo di circa 305 grammi l'ora.
Se invece si utilizza una stufa a gas ventilata, si può utilizzare temporaneamente il sistema di ventilazione, che soffia l'aria calda nell'ambiente, tramite una resistenza elettrica nel caso in cui la bombola del gas si sia esaurita.
Inoltre, con questa versione della stufa, oltre ad utilizzare sia il gas che l'aria calda prodotta dalla resistenza elettrica, per aumentare l'effetto riscaldamento nell'ambiente, si può anche avere il vantaggio di utilizzare anche solo il sistema di ventilazione con la sola aria prodotta dal gas (ovvero si accende solo la ventola, senza accendere la resistenza elettrica), in modo da accelerarne la circolazione nell'ambiente.
Infine, se si utilizza una stufa a metano fissa a parete, l'ossigeno di combustione viene prelevato dall'esterno, senza immettere nei locali gas e fumi tossici.
Anche la stufa a metano ventilata ha il vantaggio di far accelerare la circolazione dell'aria calda nell'ambiente.

### Svantaggi
Le stufe a gas senza camera di combustione separata (le quali possiedono la canalizzazione dei fumi), durante il funzionamento producono monossido di carbonio che, come noto, è letale quando raggiunge alte concentrazioni in luoghi chiusi (ha maggiore affinità all’emoglobina rispetto all’ossigeno, andando così a sostituirlo nel circolo sanguigno).
Il monossido di carbonio è inodore, i sintomi più comuni dell'avvelenamento da CO sono; mal di testa, vertigini, debolezza, nausea, vomito, dolori al petto e stato confusionale; inoltre provoca improvvisa sonnolenza, induce incoscienza e conduce ad una morte silente. È quindi indispensabile un appropriato ricambio d’aria durante il funzionamento della stufa a gas.
Esistono in commercio appositi rilevatori di CO e anidride carbonica ad un prezzo contenuto, che segnalano quando le concentrazioni di tali sostanze arrivano a livelli pericolosi. Inoltre, in caso di combustione incompleta, parte del gas combustibile utilizzato può anch’esso accumularsi nell’ambiente, rendendolo potenzialmente esplosivo.
Le piastre della stufa, raggiungendo temperature elevate, possono far diventare ustionanti gli oggetti nelle strette vicinanze, o addirittura bruciarli.

## Galleria d'immagini

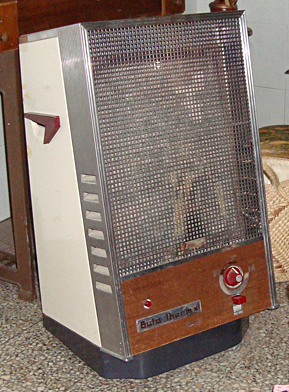
Un vecchio modello di stufa a gas degli anni 1970.
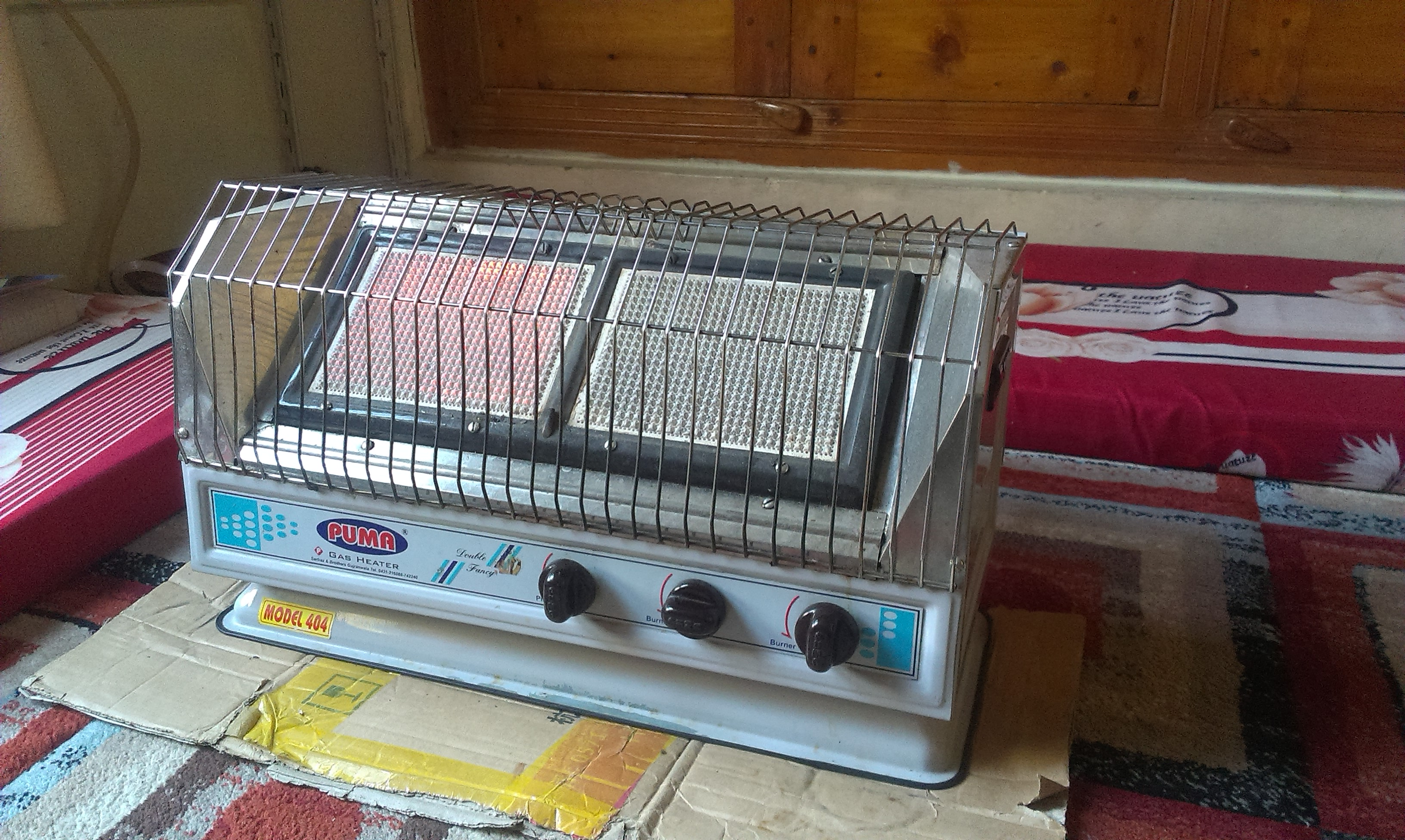
Un vecchio modello di stufa a gas del 2000.
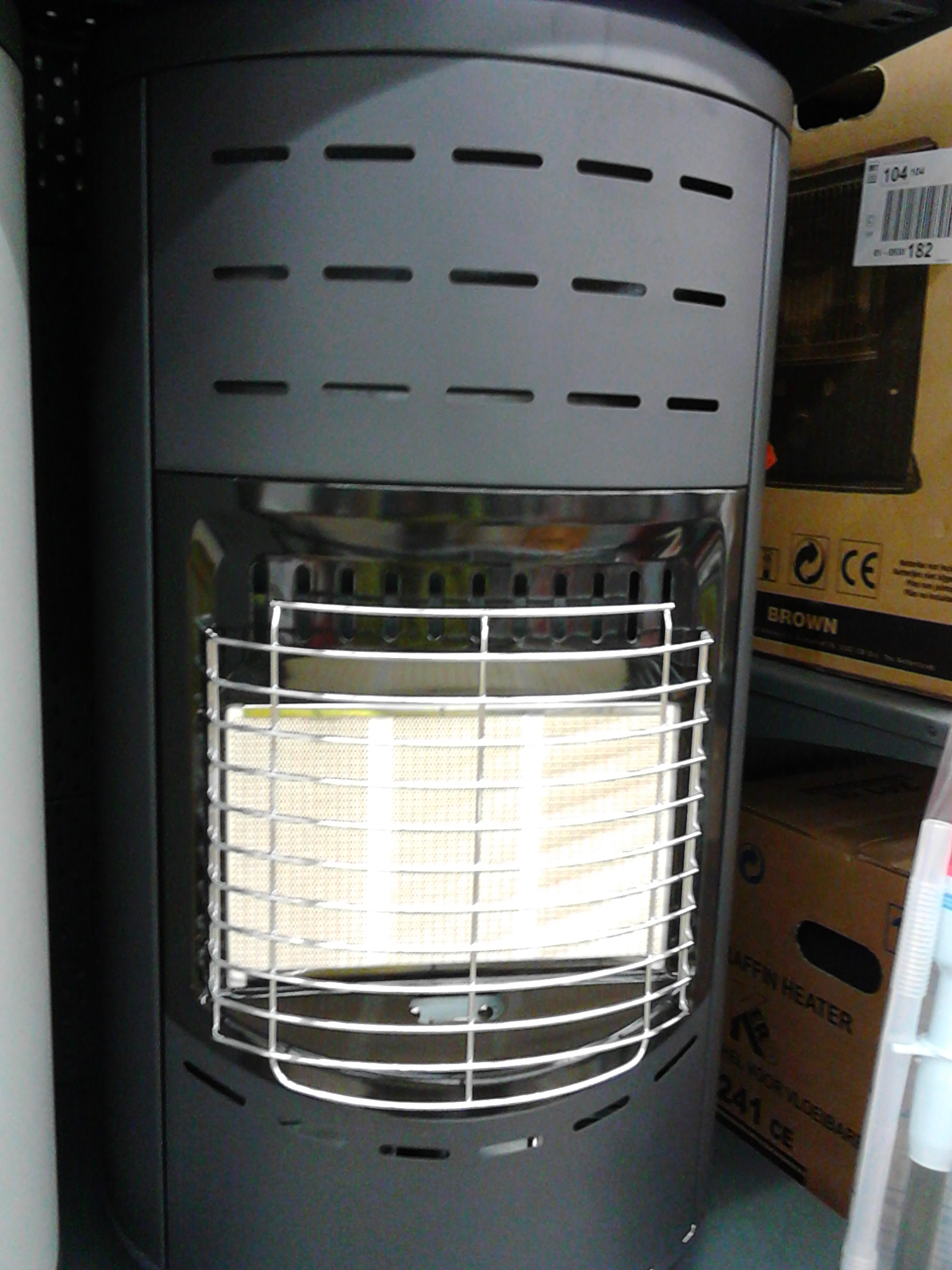
Una moderna stufa a gas.
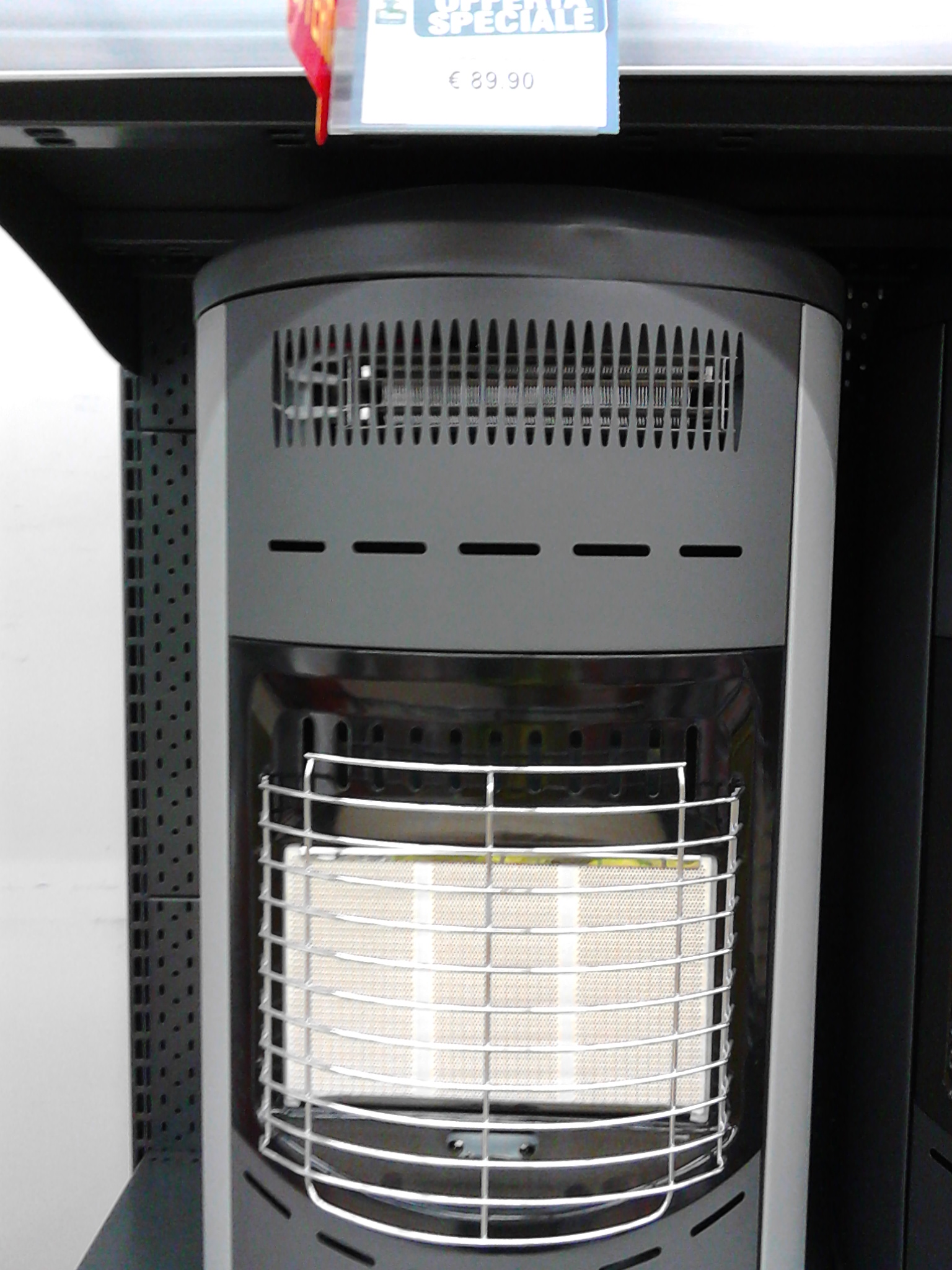
Una stufa a gas ventilata con resistenza elettrica.